# 小行星39335
小行星39335（39335 Caccin）是一颗绕太阳运转的小行星，为主小行星带小行星。该小行星于2002年1月10日发现。
該小行星以義大利天文學家布魯諾·卡辛（Bruno Caccin）命名。

## 轨道参数
小行星39335的轨道半长轴为2.7875792 AU，离心率为0.165。